# 木暮安由
木暮 安由（きぐれ やすよし、1985年2月23日 - ）は、群馬県前橋市出身の競輪選手。日本競輪学校第92期生。師匠は須田知光（競輪学校第27期生）。

## 来歴
群馬県立前橋工業高等学校在学時の2002年に高知国体の自転車競技・少年エリミネーションレースで優勝。競輪学校の在校競走成績は第7位（28勝）。
2007年7月22日に前橋競輪場でデビューし、初戦は5着、翌日の同場で初勝利を挙げた。2008年には4月から8月にかけて19連勝を達成。2009年（失格）および2010年（5着）には2年連続でヤンググランプリに出場した。
2012年、地元前橋で開催された第55回オールスター競輪でG1初優参（落車失格）。開設記念は向日町記念（2013年）など3勝している。

## 特徴
かつては「キグレ大サーカス」と呼ばれ、危険な走りの自在選手として名を売った。関東同地区でも番手を競ることがあり、高松宮記念杯（2018年）決勝では、弟子である吉澤純平の番手を回る武田豊樹に競り込み、物議を醸した。同じく同地区の諸橋愛との折り合いの悪さも知られていたが、平原康多の仲裁により和解している。

## 関連記事
- スポーツ無敗記録一覧